# 蓝湖 (加利福尼亚州)
蓝湖（英語：Blue Lake），是美国加利福尼亚州洪堡县下属的一座城市。于1910年4月23日建市，占地面积约为1.5平方公里（0.59平方英里）。根据2010年美国人口普查，该市有人口1,253人。